# AMBITIOUS JAPAN!
「AMBITIOUS JAPAN!」（アンビシャス ジャパン!）は、東海旅客鉄道（JR東海）が行っていたキャンペーン、およびそのキャンペーンソングとして制作されたTOKIOの楽曲。通算28作目のシングルとして2003年10月1日にユニバーサルミュージックから発売された。
オリコンチャート初登場で、前作『ding-dong/glider』に続く通算3作目、かつ2作連続となる首位を獲得した。

## 概要

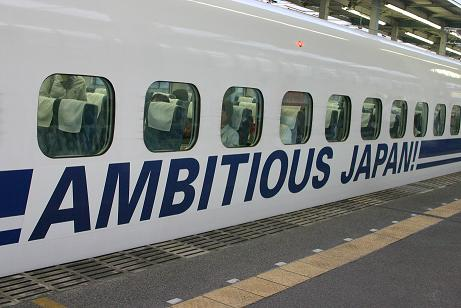
「AMBITIOUS JAPAN!」ロゴが貼られていた頃の700系（JR東海所有・C編成）、京都駅にて

JR東海とのタイアップにより制作されたシングルである。文学者の中西進の紹介で作詞家のなかにし礼と会った当時JR東海社長の葛西敬之が、その場でなかにしに「新しい鉄道唱歌を作って欲しい」と依頼したことが発端となり、なかにしのプロデュースで制作されることになった。
表題曲はリリース直前の9月20日から、JR東海による東海道新幹線品川駅の開業および東海道・山陽新幹線のダイヤ改正を記念したキャンペーンのCMソングに採用された。また、同線を走る700系電車のうち、JR東海が保有する編成の先頭車側面に、シールによる「AMBITIOUS JAPAN!」の文字が掲出された（300系電車は中間車両の円形ステッカーのみ）。松岡昌宏が制作した本曲のミュージック・ビデオにも700系が頻繁に登場する。
キャンペーンは当初2003年末で終了する予定になっていたが、予想以上の反響があったことや、2004年に東海道新幹線が開業40周年を迎えること、また2005年には愛知県で「2005年日本国際博覧会」（愛・地球博）が開催されることなどから延長され、2005年9月25日まで続いた。なお、キャンペーンのキャッチコピーは当初「AMBITIOUS JAPAN! のぞみは、かなう」であったが、後に「AMBITIOUS JAPAN! のぞみはいつも、そこにある」に変更されている。
2003年11月24日からは、JR東海が保有する新幹線車両の車内チャイムとしても使用されるようになり、始発駅発車後と終着駅到着前に歌い出しの部分（約10秒）、途中駅到着前と発車後にサビの部分（約5秒）が流れていた。2018年4月にメンバーの一人である山口達也の不祥事が発覚した際にはチャイムの継続使用の是非がJR東海社内で検討されたが、変更は行わないことになった。
2023年2月16日、JR東海は新たなキャンペーン「会いにいこう」の展開に伴い、本曲の車内チャイムとしての使用を終了することを発表した。同年7月21日からは、同キャンペーンのテーマソングであるUAの「会いにいこう」に変更されている。

## シングルについて
2003年10月1日にユニバーサルミュージックからジャケットが異なる初回限定盤と通常盤の2形態で発売されたのち、2009年6月24日にJ Stormより通常仕様として再発売された。これにより、ユニバーサルミュージックから発売された初回限定盤と通常盤は廃盤となった。
初回限定盤のジャケットはメンバーが走り抜ける横顔を模したものになっているが、当時短髪だった長瀬智也は躍動感を演出するためウィッグを被って撮影した。このジャケットと同じ写真が当時のJR東海の宣伝ポスターや2003年秋期の『東海道・山陽新幹線時刻表』の表紙などに使用された。また、2021年4月28日に発売された氣志團による筒美京平のトリビュート・アルバム『Oneway Generation』のジャケットは、同写真のパロディになっている。
本シングルがオリコン1位を獲得したことで、作曲した筒美京平は歌手・プロデュースを含めてオリコン史上初となる「1960年代から2000年代の5年代に渡ってのシングルチャート1位」を達成した。

## ライブパフォーマンス
音楽特番に出演した際にはよく演奏されており、『NHK紅白歌合戦』では4回（第54回・第64回・第66回・第68回）、『FNS歌謡祭』では3回（2003・2013・2015）、『テレ東音楽祭』では2回（2014・2015）披露されている。

## エピソード
- サビ直前のコーラス「I get a true love」は、音楽番組において披露する際には城島茂が単独で歌唱するが、この部分が「あややとぅーやー」に聞こえるとして2021年頃からネット掲示板やSNSの間で話題になっており、2022年3月27日放送の日本テレビのバラエティ番組『ザ!鉄腕!DASH!!』で松岡昌宏が同フレーズに言及したに際にはTwitterでトレンド入りするなどの盛り上がりも見せた[20]。

## 収録曲
| 全作詞: なかにし礼、全作曲: 筒美京平。 |                                     |            |            |            |      |
| #                                      | タイトル                            | 作詞       | 作曲・編曲 | 編曲       | 時間 |
| 1.                                     | 「AMBITIOUS JAPAN!」                | なかにし礼 | 筒美京平   | 船山基紀   | 4:02 |
| 2.                                     | 「駅・ターミナル」                  | なかにし礼 | 筒美京平   | 蔦谷好位置 | 4:24 |
| 3.                                     | 「AMBITIOUS JAPAN!」(Backing Track) | なかにし礼 | 筒美京平   |            | 4:02 |
| 4.                                     | 「駅・ターミナル」(Backing Track)   | なかにし礼 | 筒美京平   |            | 4:21 |
| 合計時間:                              | 合計時間:                           | 合計時間:  | 16:49      |            |      |

## 収録アルバム
| 楽曲                 | アルバム   | 発売日        | 規格品番                 | 備考           |
| -------------------- | ---------- | ------------- | ------------------------ | -------------- |
| 「AMBITIOUS JAPAN!」 | 『ACT II』 | 2005年2月2日  | UPCH-9171（初回盤）      | 9thアルバム    |
| 「AMBITIOUS JAPAN!」 | 『ACT II』 | 2005年2月2日  | UPCH-1404（通常盤）      | 9thアルバム    |
| 「AMBITIOUS JAPAN!」 | 『HEART』  | 2014年7月16日 | JACA-5420（初回限定盤1） | ベストアルバム |
| 「AMBITIOUS JAPAN!」 | 『HEART』  | 2014年7月16日 | JACA-5423（初回限定盤2） | ベストアルバム |
| 「AMBITIOUS JAPAN!」 | 『HEART』  | 2014年7月16日 | JACA-5426（通常盤）      | ベストアルバム |

## カバー
AMBITIOUS JAPAN!
- Pan Pop Paradise（2007年） - アルバム『PARADISE』収録。インストカバー。
- SWEET POP（2008年） - アルバム『SWEETS！CHOCOLATE HOUSE』収録[23]。
- 悠未ひろ・壱城あずさ・宇月颯・鳳真由・彩風咲奈（2013年） - アルバム『Bon Voyage -タカラジェンヌと出かけよう-』収録[24]。